# Mathieu Faivre
Mathieu Faivre (n. 18 ianuarie 1992, Nisa, Franța) este un schior alpin ce a reprezentat Franța, medaliat olimpic. A participat la 3 ediții ale Jocurilor Olimpice (2014, 2018, 2022) în care a câștigat o medalie de bronz.